# سيسيل ماك
سيسيل ماك (بالإنجليزية: Cecil Mack)‏ هو كاتب أغاني وشاعر أمريكي، ولد في 6 نوفمبر 1883 في نيويورك في الولايات المتحدة، وتوفي في 1 أغسطس 1944.

## وصلات خارجية
- سيسيل ماك على موقع IMDb (الإنجليزية)
- سيسيل ماك على موقع ميوزك برينز (الإنجليزية)
- سيسيل ماك على موقع قاعدة بيانات برودواي على الإنترنت (الإنجليزية)
- سيسيل ماك على موقع ديسكوغز (الإنجليزية)